# Nilo Blanco
El Nilo Blanco (en árabe: النهر البيض [al-Nahr al-Abyad] o انهرل الجبل [al-Nahr el-Jebel]‎) es un largo río del noreste de África, que al confluir en Jartum con el Nilo Azul (Nahr el Azraq) da nacimiento al río Nilo. Muchos geógrafos creen que no se trata de un río, sino de un tramo del río Nilo que, al pasar por Sudán, recibe el nombre de Nilo Blanco. Supone el aporte permanente de agua más importante de esta cuenca. 
El Nilo Blanco discurre por tres países, Uganda, Sudán del Sur y Sudán; además sus fuentes discurren por Burundi, Ruanda y Tanzania y se extienden igualmente a Kenia (por el lago Victoria) y a la República Democrática del Congo (por el lago Alberto).
En su definición restrictiva, el Nilo Blanco mide 970 km desde el lago No (o 810 km desde Malakal) hasta Jartum. Incluyendo su principal afluente, el Nilo Blanco, tiene 2.084 km de longitud. Desde su fuente más distante (el río Luvironza), el Nilo Blanco mide 3.700 km.

## Geografía
El Nilo Blanco, o simplemente el Nilo, tiene tres fuentes diferentes, situadas al norte del lago Tanganica, que se reúnen rápidamente antes de converger en el lago Victoria (que está bordeado por Uganda, Kenia y Tanzania). Considerando los diferentes tramos, la sucesión es:
- río Kagera, que se considera la fuente más remota del Nilo, en los territorios de Burundi y Ruanda.[3] De esta manera, el río Luvironza, que es una de las ramificaciones superiores del río Kagera, en Burundi,[4] es reconocido como la fuente más remota del Nilo. Este último fluye por Ruanda, Uganda y Tanzania, para confluir con el Luvironza en el Akanyaru, y desembocar en el lago Victoria.
- Nilo Victoria. Tras salir del lago Victoria[5] a través de rápidos y cataratas el río desemboca en el lago Alberto.
- Nilo Alberto, desde el lago Alberto, a través del norte de Uganda hasta la frontera con Sudán del Sur. En esta parte del río, en Uganda, están en funcionamiento o previstas varias centrales hidroeléctricas: la central hidroeléctrica de Ayago (en proyecto); la presa de Bujagali; la central hidroeléctrica de Isimba y la Presa Karuma (la más grande de Uganda).
- Bahr el-Jebel o Baḥr al-Jabal (río de la montaña), desde la frontera de Uganda con Sudán del Sur, con un tramo inicial formado por rápidos seguido de un inmenso pantanal conocido como Sudd, hasta la confluencia por la izquierda del río Bahr el-Ghazal, al norte de Sudán del Sur.
- Nilo Blanco (Bahr el Abyad), a partir de la confluencia con el río el-Ghazal, por la izquierda, y el río Sobat, por la derecha, en el norte de Sudán del Sur. El río continúa su recorrido por Sudán hasta su capital Jartum, donde se une con el Nilo Azul (que fluye desde su fuente, el lago Tana, en las tierras altas de Etiopía).
- Nilo, desde la confluencia con el Nilo Azul, se considera ya el río como el Nilo propiamente dicho. Después de esta unión, el Nilo recibe otro afluente de importancia, el río Atbara y se adentra en el desierto sudanés dibujando una curva muy amplia en forma de «S», o «trompa del Nilo» de la que toma nombre la ciudad de Jartum (que significa «trompa de elefante»).

El flujo de aguas del Nilo Blanco es mucho más constante que el del Nilo Azul, pero su aporte es menor, de un 20 %, mientras que aquel contribuye en un 80 %. Otras fuentes indican que durante la temporada de lluvias, de junio a septiembre, el caudal del Nilo Blanco es significativamente menor que el del Nilo Azul, y representa menos del 30 % del caudal total del Nilo. Sin embargo, en la estación seca (abril y mayo), la proporción se invierte y el Nilo Blanco puede contribuir con más del 80% del caudal total. Al ser su caudal más constante y regular permite la navegación durante todo el año. En sus aguas se construyó el Embalse de Jebel Aulia, cerca de Jartum, que proporciona el abastecimiento de agua para el riego de toda la comarca.

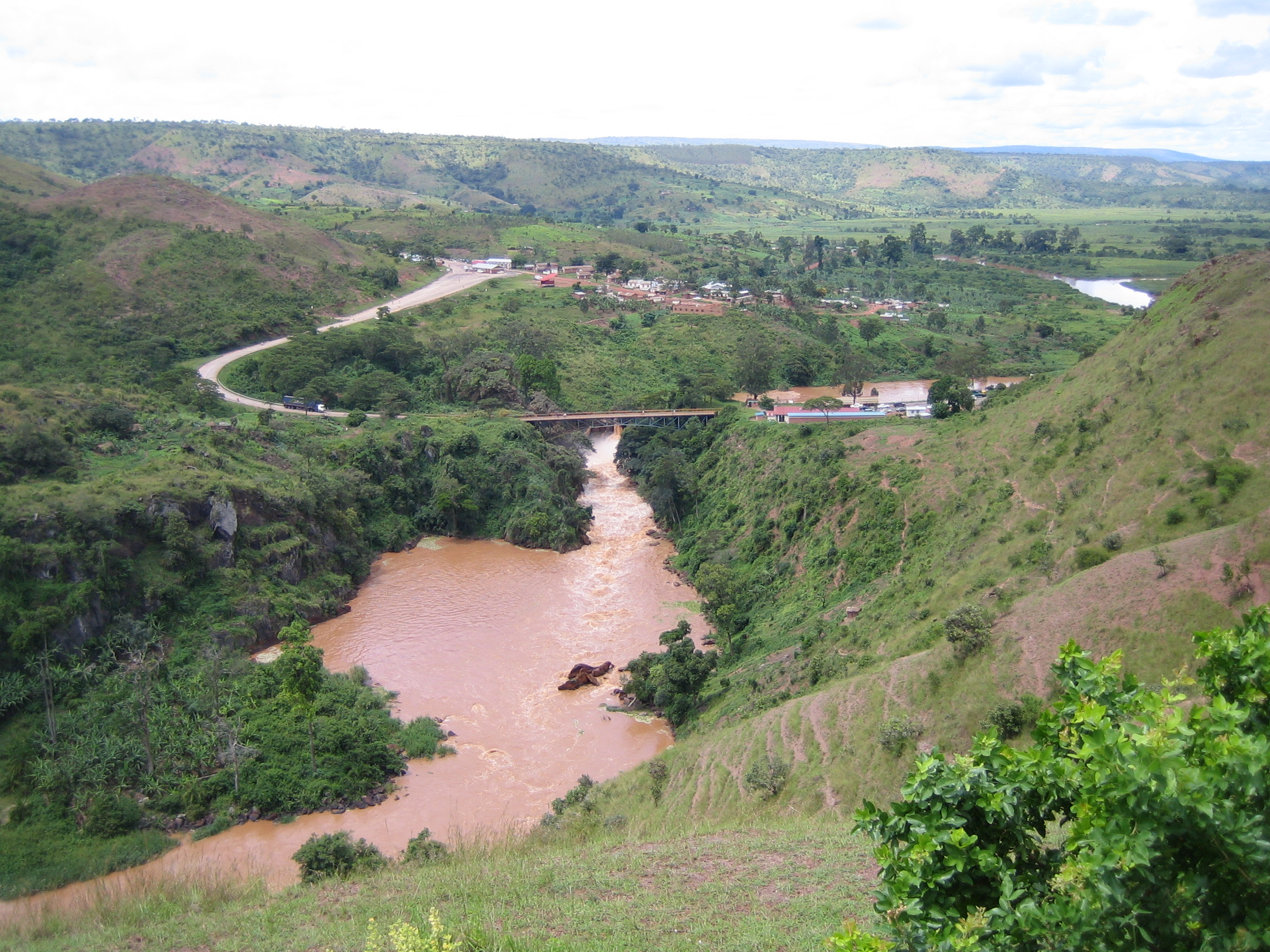
Las Cataratas Rusumo, paso fronterizo sobre el río Kagera: Tanzania está a la izquierda y Ruanda a la derecha.

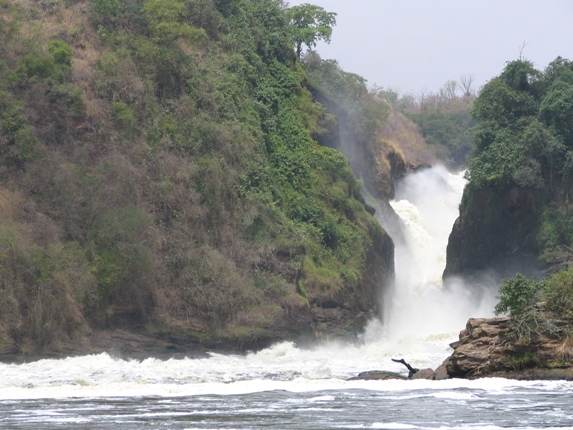
Las cascadas Murchison en el parque nacional de las Cataratas Murchison

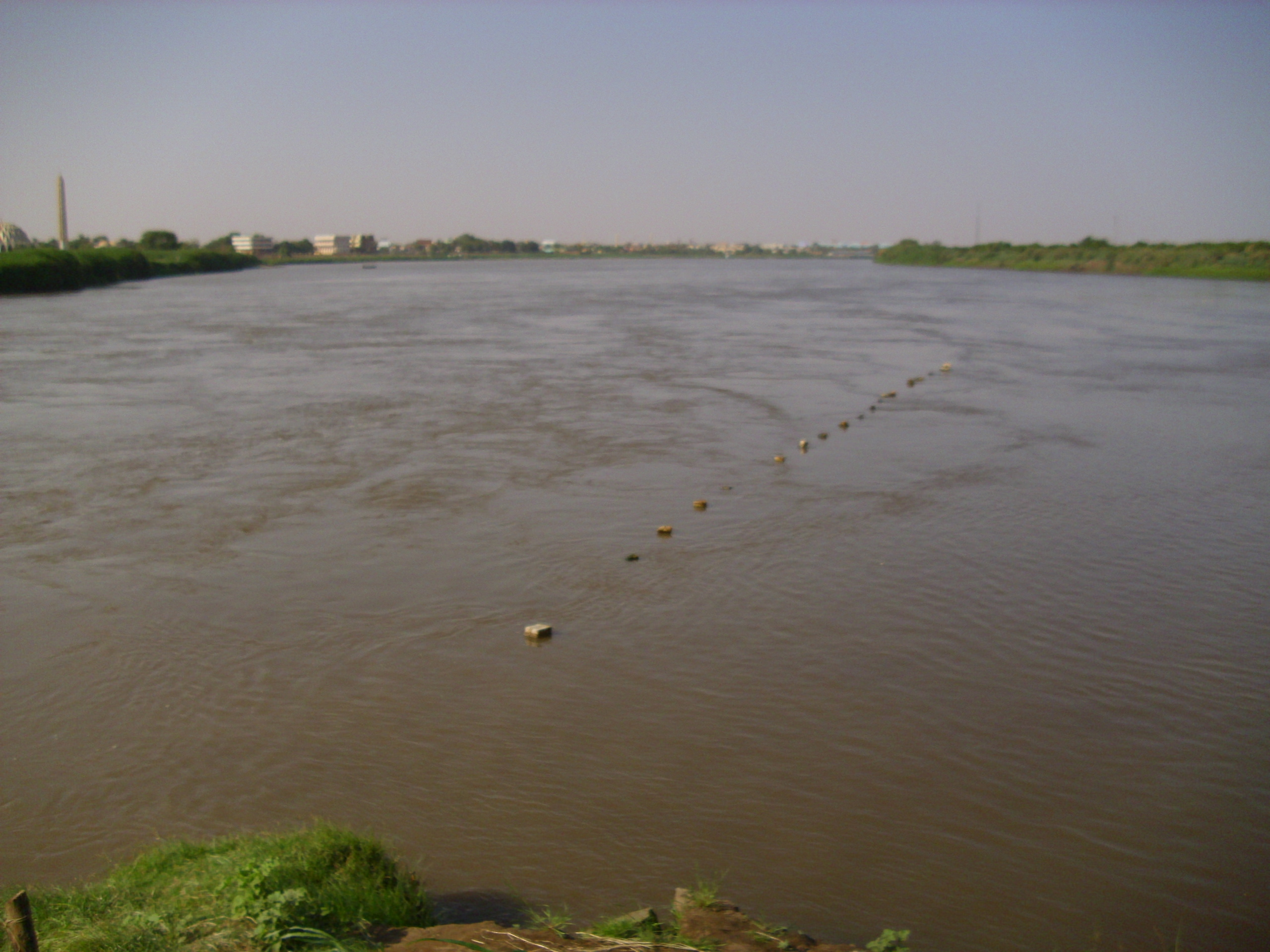
Confluencia del Nilo Azul y el Nilo Blanco cerca de Jartum

En su camino hacia el norte, el río pasa por una región pantanosa, de tierras arcillosas en Sudán del Sur llamada Al-Sudd (que significa barrera), por la que circulan los principales afluentes de Nilo Blanco. . Es una región ecuatorial, con altas temperaturas por lo que se produce una gran evaporación de agua. Esta región es muy extensa y salvaje, con canales y lagunas que tienen en su interior unas islas de vegetación flotante que desde antiguo han supuesto un obstáculo para el avance de los pueblos mediterráneos en el África negra. Su extensión es aproximadamente 320 km de longitud por 360 km de anchura. La vegetación flotante recibe en árabe el nombre de sudd, que da lugar al topónimo. Las plantas son en su mayoría papiro.
Entre los cursos de agua de esta región, en las llanuras de hierba, habita desde el siglo X un pueblo llamado dinka, de complexión alta y delgada. Se dedican al pastoreo de vacuno, caprino y ovino, que cuidan para su propia manutención. Están gobernados por jefes que son a la vez sacerdotes. El pueblo dinka tiene en Sudán fama de fuerte y valiente.
Más al norte (cuando el Nilo Blanco tiene ya a su derecha el Nilo Azul), se encuentra entremedias de estas dos corrientes fluviales una región muy fértil y productiva llamada Al Jazirah o El Gezira.
Finalmente, el río llega al norte de Jartum (la capital del Sudán) donde tiene el encuentro con el Nilo Azul; un poco antes, la ciudad se comunica mediante puentes con los núcleos Jartum Norte (puente sobre el Nilo Azul) y Omdurmán (puente sobre el Nilo Blanco).

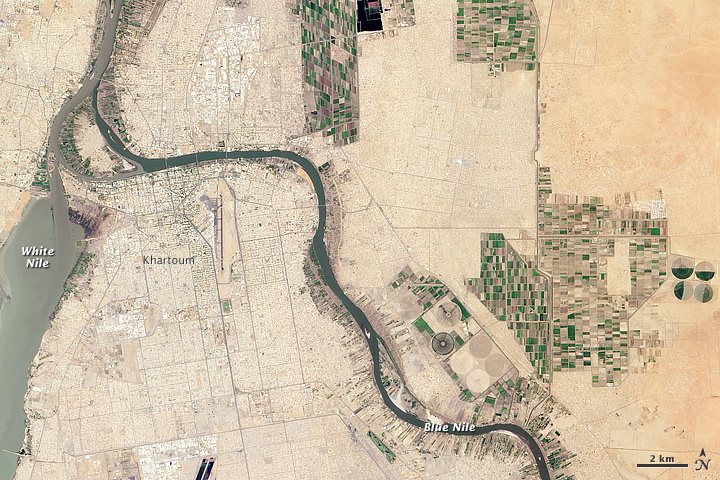
El Nilo Blanco y el Nilo Azul se unen en Jartum, la capital de Sudán.

## Vías navegables interiores

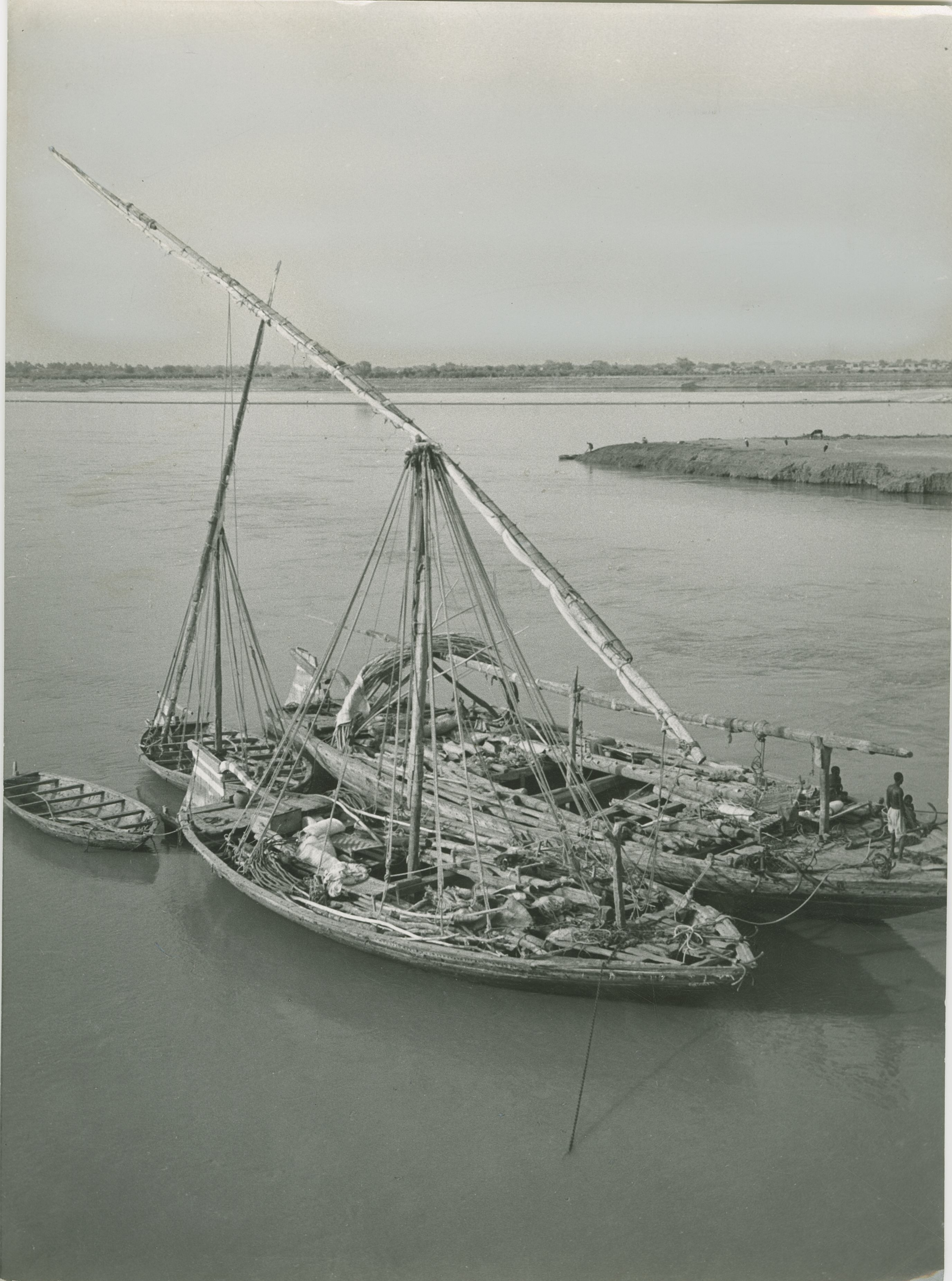
Barcos tradicionales del Nilo en la confluencia del Nilo Blanco y el Nilo Azul, cerca de Jartum (1956).

El Nilo Blanco es una vía navegable desde el lago Alberto hasta Jartum a través del Embalse de Jebel Aulia, sólo entre Juba y Uganda es necesario mejorar el río o canalizarlo para hacerlo navegable.
Durante parte del año los ríos son navegables hasta Gambela (Etiopía) y Wau (Sudán del Sur).

## Puertos
- Adok

## El nacimiento del Nilo

### Representaciones antiguas
Las mentes europeas debatieron la cuestión del origen del Nilo desde la época de Heródoto, quien en sus Historias refutó la opinión de que la inundación del Nilo se debiese al derretimiento de la nieve en sus tramos superiores. Según el mapa de Heródoto, el Nilo se fusiona con el río Níger. Además, el "padre de la historia" cita al sacerdote Sais quien sostiene que de que las aguas del Nilo brotan de la tierra entre Siena (hoy Asuán) y Elefantina, la mitad de ellas fluyendo hacia el sur y la otra mitad hacia el norte.
Ninguno de los viajeros famosos de la antigüedad ascendió el Nilo más allá de Sadd. Según Agatárquidas, los marineros de Ptolomeo II penetraron hasta el extremo sur, estableciendo que la causa de las inundaciones era la temporada de lluvias en las Tierras Altas de Etiopía. En el arte clásico, el Nilo se representaba habitualmente como una deidad con la cabeza cubierta, lo que insinuaba lo desconocido de su origen.
En la obra de Ptolomeo se afirmaba que el nacimiento del río Nilo estaba en los Montes de la Luna, y esta opinión persistió hasta el comienzo de la era moderna.

### Modernidad

Mapa de Waldseemüller, Universalis Cosmographia.

El mapa de Waldseemüller (1513) muestra el nacimiento del Nilo en las Montañas Lunares.
En los tiempos modernos, los jesuitas portugueses siguieron a Pero da Covilhã hasta Etiopía. Al menos dos de ellos, Pero Páez (1564-1622) y Gerónimo Lobo (1593-1678), vieron el nacimiento del Nilo Azul. Es cierto que sus observaciones no se publicaron hasta el siglo XX, y en 1790 el viajero escocés James Bruce habló en detalle sobre los orígenes del Nilo Azul en su ensayo "Andanzas en busca de la fuente del Nilo".
Durante mucho tiempo no hubo consenso sobre el origen del Nilo Blanco. Los autores antiguos (como, por ejemplo, Plinio el Viejo) tomaron el río Níger como cabecera del Nilo Blanco y, por tanto, escribieron que el Nilo nace "en una montaña de la Baja Mauritania ". En los tiempos modernos prevaleció la suposición de la existencia de un enorme lago en el centro de África, del que proceden el Congo, el Níger y el Nilo.
El lago Victoria, del que fluye el Nilo Blanco, fue descubierto en 1858 por John Hanning Speke, que telegrafió desde Alejandría a Londres cinco años después: "El Nilo está bien". La finalidad de la solución propuesta por Speke a la "cuestión del Nilo" fue cuestionada por su compañero de expedición Richard Francis Burton. La disputa entre Speke y Burton se resolvió a favor del primero recién en 1871, cuando el periodista Henry Morton Stanley inspeccionó las cabeceras del Nilo Blanco en el área de las Cataratas Ripon.
La más meridional de las fuentes del Nilo fue descubierta en 1937 por el viajero alemán Burchard Waldecker (1902-1964) - con origen al pie del monte Kikizi, en Burundi (3°54′17″S 29°51′09″E). Forma parte del sistema de agua del río Kagera, que desemboca en el lago Victoria. En 1950-1951, la expedición de Jean Laporte pudo recorrer por primera vez a nado todo el río desde el nacimiento, donde Waldecker había construido una pirámide simbólica en 1938, hasta la desembocadura.

## Historia
Este tramo del Nilo, ha sido escenario de importantes asentamientos humanos, siendo fundamental para la agricultura, el comercio y las culturas que florecieron a su paso. Las civilizaciones que se han desarrollado a la vera del Nilo Blanco han dejado un legado cultural y político significativo en la historia de África.
Una de las civilizaciones más notables que se desarrolló en las cercanías del Nilo Blanco fue la de los nubios. Los nubios, originarios de la región que hoy comprende el sur de Egipto y el norte de Sudán, se asentaron en las orillas del Nilo Blanco y crearon potentes reinos que prosperaron gracias a las aguas del río. Entre estos reinos destacan el de Kush, cuya capital fue la ciudad de Napata y más tarde Meroe, famosa por su riqueza en hierro y por sus pirámides. Los faraones de la dinastía XXV de Egipto, conocidos como los "faraones negros", eran originarios de Kush y dominaron Egipto durante el siglo VIII a. C.
Un personaje histórico relevante de la región es Taharqa, uno de los faraones de la dinastía XXV, quien gobernó durante el siglo VII a. C. Taharqa fue un líder militar destacado y un gran constructor, conocido por sus monumentos en Nubia y Egipto. Durante su reinado, el Reino de Kush alcanzó su apogeo, tanto en términos de poder político como cultural, influyendo en Egipto y otras regiones del noreste africano.
En la Edad Media, la región del Nilo Blanco estuvo poblada por diversos pueblos que participaron en el comercio transahariano. Uno de los pueblos más destacados fue el reino de Alodia, que se extendió por áreas del actual Sudán. Alodia, junto con otros reinos sudaneses como Makuria, desempeñó un papel clave en la propagación del cristianismo en la región, antes de la expansión del islam.
La ruta comercial del Nilo Blanco también fue estratégica para los comerciantes de esclavos y productos como el oro, la sal y el marfil, lo que fomentó el establecimiento de importantes ciudades comerciales en la región. En el siglo XIX, con la llegada de los colonizadores europeos, la zona fue integrada en el contexto imperial británico bajo el Reino Unido, lo que modificó las dinámicas políticas y sociales de las antiguas civilizaciones del Nilo Blanco.